# Eustacio Chamorro
Pour les articles homonymes, voir Chamorro (homonymie).
Eustacio Chamorro (né et mort à des dates inconnues) fut joueur de football paraguayen, qui jouait au poste de défenseur.

## Biographie
Il a participé à la coupe du monde 1930 en Uruguay, sélectionné par l'entraîneur José Durand Laguna avec 21 autres joueurs. 
Son pays tombe dans le groupe D avec les États-Unis et la Belgique. Les Paraguayens finissent à la 2e place du groupe et ne passent pas le 1er tour. 
Durant sa carrière de club, il jouera au Club Presidente Hayes.